# Ernst Ulrich von Weizsäcker

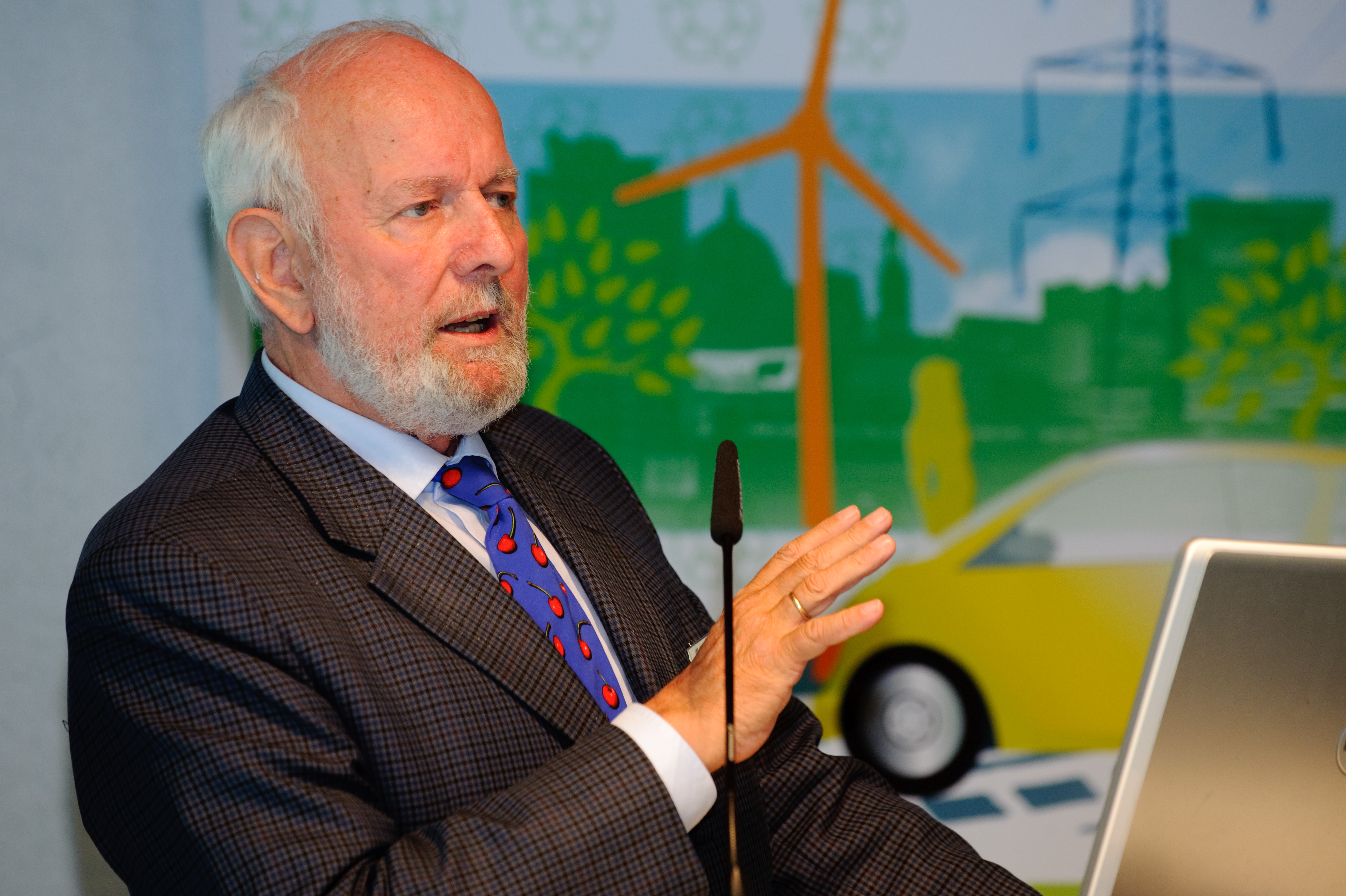
Ernst Ulrich von Weizsäcker, rok 2010

Ernst Ulrich Michael Freiherr von Weizsäcker (ur. 25 czerwca 1939 w Zurychu) – niemiecki badacz przyrody i polityk (SPD).
W latach 1998–2005 był członkiem Bundestagu, reprezentując SPD.